# Ematurga praeclara
Ematurga praeclara är en fjärilsart som beskrevs av Edward Alfred Cockayne och Julie Ann Hawkins 1940. Ematurga praeclara ingår i släktet Ematurga och familjen mätare. Inga underarter finns listade i Catalogue of Life.